# Куинджи, Валентина Ефимовна
Валенти́на Ефи́мовна Куи́нджи (24 августа 1893, Санкт-Петербург — 6 июня 1969, Ленинград) — русская и советская актриса театра и кино.

## Биография
Воспитанница студии Вахтангова. В начале 1920-х годов окончила курсы творческого объединения, театральной и киномастерской ФЭКС («Фабрика эксцентрического киноактёра») в Петрограде.
Выступала на театральной сцене. С 1924 года в труппе МХАТ 2-й с его открытия играла как в большинстве спектаклей, перешедших в афишу из репертуара Первой студии (дочь судовладельца Клементина в «Гибель надежды» Г. Хейерманса, Мей в «Сверчок на печи» по Ч. Диккенсу, Агда и камеристка в «Эрике XIV» А. Стриндберга, Бьянка в «Укрощении строптивой» Шекспира, одна из девушек в «Герое», слободская девушка Саша в «Расточителе» Н. Лескова), так и в премьерах (барышня на балу в «Петербурге», Варенька в спектакле «В 1825 году», поставленном к 100-летию восстания декабристов).
В обращениях Е. Вахтангова к его студийцам в 1918 году имя В. Куинджи связуется с элементами, которые руководитель находил в известной мере угрожающими правилам и духу дела.
В 1927 году покинула МХАТ 2-й вместе с группой А. Дикого и в том же году вступила в Театр Революции, но здесь её актёрская жизнь не сложилась. Снималась с 1924 года. Молодой режиссёр Яков Протазанов, пригласил её сняться в фильме «Аэлита» по мотивам одноимённого романа Алексея Толстого.
В 1931 году актриса окончательно перешла на работу в кино, использовавшем её красоту и женскую привлекательность.
Последние годы жизни провела в Доме ветеранов сцены имени М. Г. Савиной в Ленинграде, где поселилась с января 1952 года вместе со своим мужем актёром и сценографом М. В. Либаковым.
Скончалась 6 июня 1969 года. Похоронена на Северном кладбище в Ленинграде..

## Фильмография
- 1924 — Аэлита — Наташа Лось
- 1925 — Дитя Госцирка — мисс Джен
- 1925 — Степан Халтурин — Елена
- 1927 — Солистка его величества — Матильда Плесинская
- 1927 — Узел — Людмила Беляева
- 1930 — Огненный рейс — жена Петрухина
- 1939 — Высокая награда —  жена профессора Боголюбова
- 1947 — Миклухо-Маклай — Лоуренс
- 1954 — Герои Шипки — мать Скобелева (нет в титрах)
- 1958 — В дни Октября — Екатерина Константиновна Брешко-Брешковская